# Fairey Fleetwing
El Fairey Fleetwing fue un biplano monomotor biplaza británico diseñado para cubrir un contrato del Ministerio del Aire para realizar operaciones de reconocimiento basadas en portaaviones, a finales de la década de 1920. Solo se construyó un ejemplar.

## Diseño y desarrollo
El Fairey Fleetwing fue la respuesta de Fairey a la Especificación 22/26 del Ministerio del Aire para un avión de reconocimiento y observación embarcado biplaza para la Fleet Air Arm, con un diseño optimizado para ser catapultado y una capacidad limitada como caza interceptor. Para 1927, Fairey había acumulado mucha experiencia con biplanos propulsados por motores refrigerados por agua de área frontal pequeña, lo que permitía instalaciones cada vez más limpias y aerodinámicas. Fairey había iniciado este camino con el Fox I, que primero utilizó, y de forma controvertida, un motor estadounidense Curtiss D-12, aunque los Fox posteriores fueron propulsados por el Rolls-Royce Kestrel británico. Al Fox le siguieron el Firefly IIM monoplaza de propulsión similar y el Fox II. El Fleetwing se diseñó siguiendo esta tradición, utilizando las técnicas de construcción totalmente metálicas desarrolladas para el Fox IIM, aunque inicialmente voló con alas de madera.
El Fleetwing era un biplano de un solo vano que, al igual que el Fox II, contaba con un ala inferior de cuerda mucho más estrecha que el plano superior. Inicialmente, se utilizaron soportes interplanares de tipo N de cuerda bastante ancha, aunque posteriormente se redujo. Los alerones superior e inferior estaban unidos inicialmente por cable, pero posteriormente se utilizaron puntales rígidos. Las alas se plegaban para su almacenamiento en portaaviones. Los fuselajes, salvo los detalles de la cabina, del tren de aterrizaje y del empenaje, del Fleetwing, del Firefly y del Fox II eran muy similares, y el empenaje y timón del Fleetwing evolucionaron con los del Firefly, pasando de una disposición ligeramente cuadrada y sin compensación a un timón más redondeado compensado por superficie. El plano de cola del Fleetwing conservaba un único soporte inferior. Contaba con dos cabinas: una para el piloto, bajo un recorte en el ala superior, y la posición del artillero, detrás. El armamento era tradicional: una única ametralladora Vickers de 7,7 mm sincronizada de fuego frontal y una ametralladora Lewis de 7,7 mm montada en un acople Fairey de alta velocidad en la cabina trasera. Había un soporte para bombas bajo el ala de babor.
El Fleetwing voló por primera vez el 16 de mayo de 1929 desde Northolt, pilotado por Norman Macmillan y propulsado por un motor V12 Rolls-Royce F.XI (Kestrel I) refrigerado por agua, posteriormente reemplazado por un Kestrel IIMS sobrealimentado. Al igual que en los prototipos Firefly II y Fox II, estos motores se refrigeraban mediante radiadores retráctiles.

## Historia operacional
Después de las pruebas iniciales en junio en Martlesham Heath y en el HMS Furious con las alas de madera y el empenaje y timón originales, el avión regresó a Fairey para realizarle modificaciones, y luego regresó a Martlesham para pruebas competitivas contra el Hawker Osprey, el Blackburn Nautilus y el Short Gurnard. El Osprey y el Fleetwing se posicionaron como líderes y sus versiones como hidroavión se probaron juntas a principios del verano de 1930. El Osprey se alzó con la victoria gracias a su mejor maniobrabilidad y resistencia a la corrosión inducida por el agua de mar.
El único Fleetwing permaneció en servicio hasta mediados de 1932, entre otras cosas como entrenador de hidroaviones e investigador del estado del mar para el exitoso equipo del Trofeo Schneider de 1931. En abril de 1932, el Fleetwing estaba a bordo HMS Norfolk realizando pruebas de catapulta, con 28 vuelos exitosos terminados por un aterrizaje de emergencia y daños irreparables durante la recuperación.

## Especificaciones (avión terrestre)
Referencia datos: Taylor, 1974, p. 195

### Características generales
- Tripulación: Dos (piloto y artillero)
- Longitud: 8,9 m (29,3 ft)
- Envergadura: 11,3 m (37 ft)
- Altura: 3,5 m (11,4 ft)
- Superficie alar: 33,7 m² (363,1 ft²)
- Peso cargado: 2149 kg (4736,4 lb)
- Planta motriz: 1× motor lineal V12 refrigerado por líquido sobrealimentado Rolls-Royce Kestrel IIMS.
  - Potencia: 447 kW (616 HP; 608 CV)
- Hélices: Bipala de paso fijo

### Rendimiento
- Velocidad máxima operativa (Vno): 272 km/h (169 MPH; 147 kt)
- Velocidad crucero (Vc): 235 km/h (146 MPH; 127 kt)
- Régimen de ascenso: 6,1 m/s (1191 ft/min) para 1525 m (5000 pies)

### Armamento
- Ametralladoras: 

  - 1x Vickers de 7,7 mm frontal fija en el lado de babor
  - 1x Lewis de 7,7 mm en cabina trasera sobre montaje rápido Fairey
- Bombas: 

  - 4 de 9,1 kg en soporte subalar del ala de babor